# 제169보병사단 (독일 국방군)

사단 마크

사단 마크

제169보병사단은 제2차 세계 대전 중 활약한 독일의 보병사단이다. 전쟁 기간 대부분을 스칸디나비아반도, 특히 핀란드에서 보냈다.

## 부대 역사
169 보병사단은 1939년 창설되어 프랑스 전투 (1940년)에 참전했고, 1941년 핀란드로 배치되었다. 핀란드에서 169 보병사단은 핀란드 6 사단과 노르트 SS사단와 함께 36 군단으로 배속되었다. 7월 1일, 36 군단은 백해 연안의 Kandalaksha를 목표로 공격을 시작했다. 169 사단은 살라 바로 북쪽의 핀란드-소련 국경을 넘었다. 소련 122 사단을 상대로 한 격렬한 전투 중에 노르트는 박살났고, 전선을 이탈했다. 7월 8일, 169 사단은 살라를 점령했다. 핀란드 6 사단의 지원을 받아 소련군을 겨울전쟁 이전의 국경 너머로 쫓아냈다.
9월, 사단은 베르만 강(Vermanjoki)에 이르렀고, 여기서 공세는 중단되었다. 169 사단은 1944년 랩랜드 전쟁으로 알려진 핀란드와 독일사이의 적대 관계가 시작될 때까지 살라 주변 지역에 머물렀다. 1944년 내내 169 사단은 노르웨이로 철수하느라 시간을 보냈고, 종전 몇 주전에는 최후의 싸움을 위해 독일로 다시 이동했다.

## 주요 참전 전투
- 황색 작전
- 계속 전쟁

## 역대 지휘관
- 필리프 뮐러-게브하르트 중장 (1939년 11월 29일 – 1939년 12월 1일 )
- 하인리히 키르히하임 중장 (1939년 12월 1일 – 1941년 2월 1일)
- 쿠르트 디트마르 중장 (1941년 2월 1일 – 1941년 9월 29일)
- 헤르만 티텔 중장 (1941년 9월 29일 – 1943년 6월 22일)
- 게오르그 라트지 중장 (1943년 6월 22일 –)

## 부대 편제
- 378 보병연대
- 379 보병연대
- 392 보병연대
- 230 포병연대
- 230 대전차대대
- 230 공병대대

## 시기별 배치 현황
| Dates       | Korps            | Armee     | Armeegrupp | Area               |
| ----------- | ---------------- | --------- | ---------- | ------------------ |
| 12.39-4.40  | Forming in WK II |           |            | Gro?-Born          |
| 5.40        | Reserve          | OKH       |            | Darmstadt          |
| 6.40        | XXXI             | 16. Armee | A          | Lothringen         |
| 7.40-8.40   | XXXV             | 18. Armee |            | Ostpreu?en         |
| 9.40-4.41   | XXXV             | 4. Armee  | B          | Ostpreu?en         |
| 5.41        | XX               | 9. Armee  | B          | Ostpreu?en         |
| 6.41-7.41   | XX               | 9. Armee  | Mitte      | Bialystok          |
| 8.41-9.41   | Reserve          |           | Mitte      | Smolensk           |
| 10.41-12.41 | XXVII            | 9. Armee  | Mitte      | Wjasma, Rshew      |
| 1.42-3.42   | XXVII            | 9. Armee  | Mitte      | Rshew              |
| 4.42        | Recke            | 9. Armee  | Mitte      | Rshew              |
| 8.43-9.43   | Reforming        | BdE       |            | General Government |
| 10.43-11.43 | II. SS           |           | B          | Oberitalien        |
| 12.43       | II. SS           | 14. Armee | C          | Oberitalien        |
| 1.44-3.44   | Reserve          |           | Ob. S?d    | Ligurien           |
| 4.44        | LXXV             | Zangen    | C          | Ligurien           |
| 5.44        | Reserve          | Zangen    | C          | Ligurien           |
| 6.44        | XIV              | 14. Armee | C          | Oberitalien        |
| 7.44        | Reserve          | 14. Armee | C          | Oberitalien        |
| 8.44-11.44  | Ven. K?ste       | 10. Armee | C          | Rimini             |
| 12.44-2.45  | Reserve          | Ligurien  | C          | Ligurien           |
| 3.45-4.45   | LXXVI            | 10. Armee | C          | Bologna, Padua     |

## 같이 보기
- 계속 전쟁
- 독일 36 산악군단
- 사단 (군사)
- 제2차 세계 대전의 독일군 사단 목록
- 군사 조직
- 독일 육군 (제2차대전), 독일 연방방위군 육군 (현재)

## 참고 문헌
- Wendel, Marcus (2005). "169. Infanterie-Division". Retrieved April 11, 2005.
- "169. Infanterie-Division". German language article at www.lexikon-der-wehrmacht.de. Retrieved April 11, 2005.